# Yoshitaku Nagasako
Yoshitaku Nagasako (Japans: 長迫 吉拓) (Kasaoka, 16 september 1993) is een Japans BMX'er en baanwielrenner.

## Carrière
Nagasako won in 2018 de BMX op de Aziatische Spelen. Hij nam op de BMX deel aan de Olympische Zomerspelen van 2016 in Rio de Janeiro. Op de baan nam hij in 2024 deel aan de Olympische Zomerspelen, waar hij vijfde werd samen met Yuta Obara en Kaiya Ota. 

## Palmares

### BMX
2014
 Aziatische kampioenschappen BMX
2015
 Aziatische kampioenschappen BMX
2018
 Aziatische Spelen

### Baanwielrennen
| Jaar | JK | AK         | WK            | Overig                              |
| ---- | -- | ---------- | ------------- | ----------------------------------- |
| 2017 |    |            | 7e teamsprint |                                     |
| 2018 |    | teamsprint |               |                                     |
| 2019 |    |            |               | WB Brisbane: · ploegenachtervolging |
| 2020 |    |            |               |                                     |
| 2021 |    |            |               |                                     |
| 2022 |    | teamsprint |               |                                     |
| 2023 |    | teamsprint | 6e teamsprint | Aziatische Spelen: teamsprint       |
| 2024 |    |            | teamsprint    | Olympische Spelen: 5e teamsprint    |